# Grande Prêmio da Suíça de 1950
Resultados do Grande Prêmio da Suíça de Fórmula 1 realizado em Bremgarten em 4 de junho de 1950. Quarta etapa do campeonato, foi vencido pelo italiano Giuseppe Farina, que subiu ao pódio junto a Luigi Fagioli numa dobradinha da Alfa Romeo, com Louis Rosier em terceiro pela Talbot-Lago-Talbot.

## Classificação da prova

### Treino classificatório
| Pos. | Nº | Piloto                  | Construtor         | Tempo  | Diferença |
| ---- | -- | ----------------------- | ------------------ | ------ | --------- |
| 1    | 14 | Juan Manuel Fangio      | Alfa Romeo         | 2:42.1 | –         |
| 2    | 16 | Giuseppe Farina         | Alfa Romeo         | 2:42.8 | + 0.7     |
| 3    | 12 | Luigi Fagioli           | Alfa Romeo         | 2:45.2 | + 3.1     |
| 4    | 22 | Luigi Villoresi         | Ferrari            | 2:46.1 | + 4.0     |
| 5    | 18 | Alberto Ascari          | Ferrari            | 2:46.8 | + 4.7     |
| 6    | 42 | Philippe Étancelin      | Talbot-Lago-Talbot | 2:51.1 | + 9.0     |
| 7    | 6  | Yves Giraud-Cabantous   | Talbot-Lago-Talbot | 2:52.7 | + 10.6    |
| 8    | 30 | Príncipe Bira           | Maserati           | 2:53.2 | + 11.1    |
| 9    | 8  | Eugène Martin           | Talbot-Lago-Talbot | 2:53.7 | + 11.6    |
| 10   | 10 | Louis Rosier            | Talbot-Lago-Talbot | 2:54.0 | + 11.9    |
| 11   | 32 | Emmanuel de Graffenried | Maserati           | 2:54.2 | + 12.1    |
| 12   | 34 | Felice Bonetto          | Maserati           | 2:54.6 | + 12.5    |
| 13   | 20 | Raymond Sommer          | Ferrari            | 2:54.6 | + 12.5    |
| 14   | 4  | Johnny Claes            | Talbot-Lago-Talbot | 2:59.0 | + 16.9    |
| 15   | 2  | Nello Pagani            | Maserati           | 3:06.9 | + 24.8    |
| 16   | 26 | Louis Chiron            | Maserati           | 3:06.9 | + 24.8    |
| 17   | 40 | Toni Branca             | Maserati           | 3:10.0 | + 27.9    |
| 18   | 44 | Harry Schell            | Talbot-Lago-Talbot | 3:11.5 | + 29.4    |

### Corrida
| Pos.    | Nº | Piloto                  | Construtor         | Voltas | Tempo/Diferença  | Grid | Pontos |
| ------- | -- | ----------------------- | ------------------ | ------ | ---------------- | ---- | ------ |
| 1       | 16 | Giuseppe Farina         | Alfa Romeo         | 42     | 2:02:53.7        | 2    | 9      |
| 2       | 12 | Luigi Fagioli           | Alfa Romeo         | 42     | + 0.4            | 3    | 6      |
| 3       | 10 | Louis Rosier            | Talbot-Lago-Talbot | 41     | + 1 volta        | 10   | 4      |
| 4       | 14 | Príncipe Bira           | Maserati           | 40     | + 2 voltas       | 8    | 3      |
| 5       | 34 | Felice Bonetto          | Maserati           | 40     | + 2 voltas       | 12   | 2      |
| 6       | 32 | Emmanuel de Graffenried | Maserati           | 40     | + 2 voltas       | 11   |        |
| 7       | 2  | Nello Pagani            | Maserati           | 39     | + 3 voltas       | 15   |        |
| 8       | 44 | Harry Schell            | Talbot-Lago-Talbot | 39     | + 3 voltas       | 18   |        |
| 9       | 26 | Louis Chiron            | Maserati           | 39     | + 3 voltas       | 16   |        |
| 10      | 4  | Johnny Claes            | Talbot-Lago-Talbot | 38     | + 4 voltas       | 14   |        |
| 11      | 40 | Toni Branca             | Maserati           | 35     | + 7 voltas       | 17   |        |
| Ret     | 14 | Juan Manuel Fangio      | Alfa Romeo         | 33     | Válvula          | 1    |        |
| Ret     | 42 | Philippe Étancelin      | Talbot-Lago-Talbot | 25     | Câmbio           | 6    |        |
| Ret     | 20 | Raymond Sommer          | Ferrari            | 19     | Suspensão        | 13   |        |
| Ret     | 8  | Eugène Martin           | Talbot-Lago-Talbot | 19     | Acidente         | 9    |        |
| Ret     | 22 | Luigi Villoresi         | Ferrari            | 9      | Transmissão      | 4    |        |
| Ret     | 18 | Alberto Ascari          | Ferrari            | 4      | Condução de óleo | 5    |        |
| Ret     | 6  | Yves Giraud-Cabantous   | Talbot-Lago-Talbot | 0      | Acidente         | 7    |        |
| Fontes: |    |                         |                    |        |                  |      |        |